# Суюткино
Суюткино — село в Кизлярском районе Дагестана. Входит в состав Крайновского сельсовета.

## Географическое положение
Населённый пункт расположен на берегу Кизлярского залива, в 27 км к северо-западу от центра сельского поселения — Крайновка и в 62 км к северо-востоку от города Кизляра.

## История
Русский посёлок Суюткина коса был основан в 1890 году.

## Население
| 1914 | 1926 | 1970 | 1989 | 2002 | 2010 | 2021 |
| ---- | ---- | ---- | ---- | ---- | ---- | ---- |
| 128  | ↗251 | ↘183 | ↘99  | ↘72  | ↗98  | ↘82  |

Национальный состав
По данным Всесоюзной переписи населения 1926 года:
| № | Национальность | Численность, чел. | Доля  |
| - | -------------- | ----------------- | ----- |
| 1 | русские        | 251               | 100 % |

По результатам Всероссийской переписи населения 2010 года: 
| № | Национальность | Численность, чел. | Доля   |
| - | -------------- | ----------------- | ------ |
| 1 | аварцы         | 44                | 44,9 % |
| 2 | даргинцы       | 35                | 35,7 % |
| 3 | русские        | 14                | 14,3 % |
| 4 | другие         | 5                 | 5,1 %  |

По данным Всероссийской переписи населения 2010 года, в селе проживало 98 человек (53 мужчины и 45 женщин).